# لامار هولمز
لامار هولمز (بالإنجليزية: Lamar Holmes)‏ هو لاعب كرة القدم الكندية أمريكي، ولد في 8 يوليو 1989.

## وصلات خارجية
- لامار هولمز على موقع إي إس بي إن.كوم (أن.أف.أل)3
- لامار هولمز على موقع مرجع كرة القدم المحترفة.كوم (الإنجليزية)